# Марашович, Невио
Невио Марашович (хорв. Nevio Marasović) — хорватский кинорежиссёр и продюсер, также работающий на телевидении.

## Биография
Невио Марашович родился в Загребе, в 2002-м году закончил школу и поступил в Академию драматического искусства на отделение режиссуры. Уже в 16 лет снял свой первый полнометражный фильм, «Ремонт компьютеров». В 2005 году он снял рекламу для компании Durex, ролик под названием Lunch выиграл множество наград на рекламных фестивалях. В дальнейшем, Марашович много работал на телевидении и снял более 150 рекламных роликов для различных европейских компаний.
В 2010 году Марашович снял дипломную работу — полнометражную ленту «Шоу должно продолжаться», киберпанковую остросоциальную и сатиричную картину о реалити-шоу в условиях третьей мировой войны. Фильм стал прорывом в карьере молодого режиссёра, был показан на многих кинофестивалях мира и получил несколько наград, в том числе «Золотую Арену» кинофестиваля в Пуле как лучший дебют, сценарий и спецэффекты, при том, что бюджет картины составлял 40 тыс. долларов США.
Также в 2010 году Марашович поставил шоу «Инструктор» на телеканале RTL Хорватия. Он написал сценарий вместе с актёром Степаном Перичем и выступил режиссёром проекта.
В 2013 году Марашович снял фильм Vis-à-Vis, камерную и философскую инди-драму о взаимоотношениях режиссёра и актёра. Картина родилась спонтанно в процессе работы над другим проектом Марашовича. Фильм Vis-à-Vis был отобран в программы многих фестивалей и хорошо принят критиками, на фестивале в Загребе был особо отмечен жюри. Cineuropa назвала картину одной из пяти лучших в Европе за 2013 год.
Следующим большим проектом Марашовича стал триллер «Горан». Фильм был создан совместно с норвежским сценаристом Гермундом Гисвольдом и снят в эстетике «Фарго» братьев Коэн. Премьера состоялась на кинофестивале «Фантазия» в Монреале. «Горан» выиграл 6 наград, в том числе приз как «Лучший балканский фильм» на фестивале в Приштине.
В 2018 Марашович выпустил фильм Comic Sans. Премьера состоялась на 46-м кинофестивале FEST в Белграде.